# Rhipidura sulaensis
El abanico de Taliabu (Rhipidura sulaensis) es una especie de ave paseriforme de la familia Rhipiduridae endémica de la isla de Taliabu, en Indonesia. Anteriormente se consideraba una subespecie del abanico de Célebes.